# マイク・ヴォーゲル
マイク・ヴォーゲル（Mike Vogel, 1979年7月17日 - ）は、アメリカ合衆国ペンシルヴェニア州生まれの俳優、モデル。
"Vogel"をアメリカでの発音によって「ヴォーゴル」とする表記もある。

## 経歴
1979年にペンシルヴェニア州フィラデルフィアの郊外アビントンで生まれた。父はジム・ヴォーゲル、母はキャシーで、兄弟は、弟のダニエル・アーロンと妹のクリスティンがいる。ヴォーゲルの祖父は2人とも第二次世界大戦で戦いに参加していて、1人はバルジの戦いでの戦車の指揮官で、もう1人は海軍のシービーだった。
ペンシルヴェニア州ウォーミンスターで育って、地元の高校であるウィリアム・テネント・ハイ・スクールに進学した。初年度はレスリング部に所属していた。また同じ高校には、スポークスマンのブライアン・ベイカーやボクサーのカーミット・シントロンがいた。
高校卒業後、歴史の勉強のため"Philadelphia College of the Bible"に入学したが、最初の１年で学業を中断し、俳優やモデルのオーディションを受けるために、ニュー・ヨークに通っていた。
また、俳優のキャリアのために、ニュー・ヨークの"Lynette Sheldon Actor’s Studio"で演技を学んでいた。

## キャリア

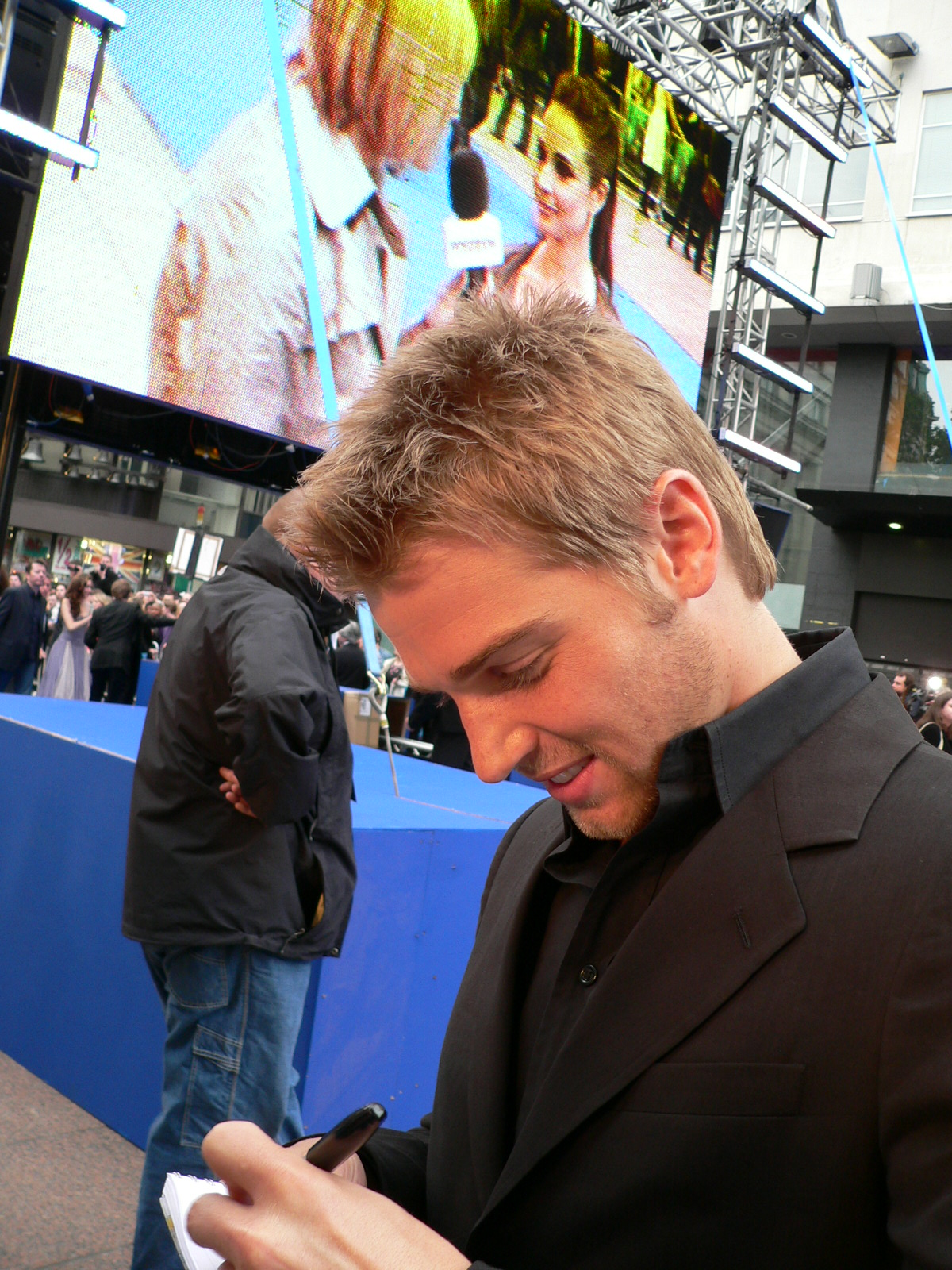
Vogel at the London premiere of Poseidon in May 2006

2001年に、Levi's のモデルとしてキャリアをスタートし、同じ2001年にTVシリーズ『Grounded for Life』のディーン役にキャスティングされたため、L.A.に住所を移した。『Grounded for Life』には2001年から2004年まで出演していた。
映画には、スケートボーディングがテーマの『クール・ボーダーズ』にエリック役で初登場した。この映画にはアダム・ブロディとジェニファー・モリソンが出演していて、2003年8月15日に公開された。
次の出演作は、『嵐が丘』のリメイク作のTV映画で、『クール・ボーダーズ』公開の1ヵ月後の2003年9月にMTVによって初放映された。ヴォーゲルはヒース役で、ケイト役のエリカ・クリステンセンとの共演であった。2003年最後の公開作は、1974年の映画『悪魔のいけにえ』のリメイク作、『テキサス・チェーンソー』で、10月公開で記録的な興行成績であった。
『Grounded for Life』が終了した後の2005年は、6月に公開の『旅するジーンズと16歳の夏』で、ブリジット役のブレイク・ライヴリーの関心をひくエリック・リッチマン役で、8月公開の低予算の映画『スーパークロス』にトリップ役で、2003年撮影したものの公開されずに、2005年の11月にヴィデオ発売になったアン・ハサウェイが出演したR指定のドラマ、『アン・ハサウェイ/裸の天使』にトービ－役で、そしてジェニファー・アニストンとケビン・コスナーが出演した2005年の『迷い婚 -全ての迷える女性たちへ-』にブレイク役で出演していた。

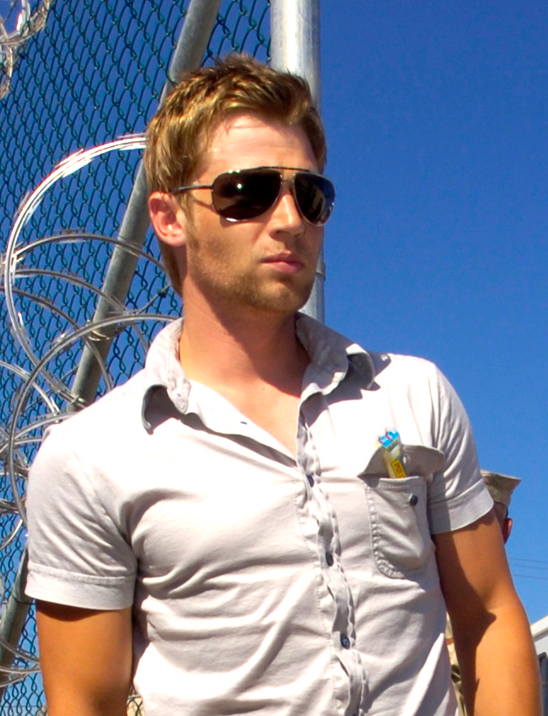
Vogel at Joint Task Force Guantanamo in June 2008

2006年の公開作で、カート・ラッセル主演のパニック映画『ポセイドン』に、エミー・ロッサムが演じたジェニファーの婚約者クリスチャン役で出演していた。この映画は1972年の『ポセイドン・アドベンチャー』をリメイクしたもので、5月12日に公開されて、世界で"181"ミリオンの興行収入があった。ヴォーゲルは『X-MEN:ファイナル ディシジョン』でのエンジェル役のオファーがあったが、『ポセイドン』への出演を選択した。また2006年にはロマンティック・コメディ『ゴシップ・カフェ』に出演していた。そして、2007年にスペインで撮影されたホラー・フィルム『ファイナル・デス・ゲーム』への出演契約を行い、ホラー映画の祭典"8 Films to Die For"でも上映された『今日も僕は殺される』に出演していた。
ヴォーゲルは、日本の怪獣映画にインスピレーションを得たという異色作、2008年の『クローバーフィールド/HAKAISHA』、2009年の、現代のノワール・フィルムの『2ROOMS トゥー・ルームス』と『ファイナル・デス・ゲーム』に出演していた。また、2010年のロマティック・コメディ『ブルーバレンタイン』とTVシリーズ『マイアミ・メディカル』、そして『Heaven's Rain』、2011年のコメディ映画『運命の元カレ』、ジョニー・フット役での『ヘルプ 〜心がつなぐストーリー〜』、ディーン役でABCドラマの『PAN AM/パンナム』に出演していた。
"BuddyTV"では、TVでのセクシーな男性のリストで、ヴォーゲルは2011年の96位にランク・インした。
2013年の『McCanick』にイライアス・コティーズ、ヴァージニア・マドセン、ジェーン・シーモアと共に出演し、1959年の小説『サイコ』に基づいたA&EのTVシリーズ『ベイツ・モーテル』で、全部で6話に出演した。
ヴォーゲルは、スティーヴン・キングの小説を原作とした、CBSのSFドラマ『アンダー・ザ・ドーム』にデイル・バーバラ（バービー）役で出演した。このシリーズは2013年のサマー・シーズンに放送が開始されて、3シーズン続いた後2015年に終了した。
2014年のTVドラマ『イン・マイ・ドリーム』にキャサリン・マクフィー、ジョベス・ウィリアムズと共に出演し、ジャレッド・ブリーズが9歳の社会病質者を演じた『ザ・ボーイ 鹿になった少年』に出演した後に、アーサー・C・クラークの小説を原作とした、3話のミニ・シリーズ2015年の『CHILDHOOD'S END -幼年期の終り-』にリッキー役で。エリカ・クリステンセンと共に出演した。
2017年公開の映画『The Case for Christ』と、2017年9月25日からNBCで放送されている『ザ・ブレイブ:エリート特殊部隊』にキャプテンのアダム・ダルトン役で出演している。

## 私生活
2003年1月に、元モデルのコートニーと結婚して、2007生まれのキャシー・レネー、2009年生まれのチャーリー・ B、2013年生まれのゲイブリエル・ジェームズの3人の子供がいる
2013年、家族全員でテネシー州のナッシュヴィルに引っ越し、パグ1匹と馬2頭を飼いながら現在もそこで暮らしている。

## 出演作品

### 映画
| 公開年 | 題名 原題                                                      | 役名 原表記                                                                   | 備考 |
| ------ | -------------------------------------------------------------- | ----------------------------------------------------------------------------- | ---- |
| 2003   | クール・ボーダーズ Grind                                       | エリック・リヴァース Eric Rivers                                              |      |
| 2003   | テキサス・チェーンソー The Texas Chainsaw Massacre             | アンディ Andy                                                                 |      |
| 2005   | 旅するジーンズと16歳の夏 The Sisterhood of the Traveling Pants | エリック Eric                                                                 |      |
| 2005   | アン・ハサウェイ/裸の天使 Havoc                                | トービー Toby                                                                 |      |
| 2005   | スーパークロス Supercross                                      | トリップ・カーライル Trip Carlyle                                             |      |
| 2005   | 迷い婚 -全ての迷える女性たちへ- Rumor Has It...                | ブレイク・バロウズ Blake Burroughs                                            |      |
| 2006   | ポセイドン Poseidon                                            | クリスチャン Christian                                                        |      |
| 2006   | ゴシップ・カフェ Caffeine                                      | ダニー Danny                                                                  |      |
| 2007   | 今日も僕は殺される The Deaths of Ian Stone                     | イアン・ストーン Ian Stone                                                    |      |
| 2008   | クローバーフィールド/HAKAISHA Cloverfield                      | ジェイソン・ホーキンス Jason Hawkins                                          |      |
| 2009   | 2ROOMS トゥー・ルームス Across the Hall                        | ジュリアン Julian                                                             |      |
| 2009   | ファイナル・デス・ゲーム Open Graves                           | ジェイソン Jason                                                              |      |
| 2010   | ブルーバレンタイン Blue Valentine                              | ボビー Bobby                                                                  |      |
| 2010   | ある日モテ期がやってきた She's Out of My League                | ジャック Jack                                                                 |      |
| 2011   | Heaven's Rain                                                  | Brooks                                                                        |      |
| 2011   | ヘルプ 〜心がつなぐストーリー〜 The Help                       | ジョニー・フット Johnny Foote                                                 |      |
| 2011   | 運命の元カレ What's Your Number?                               | デイヴ・ハンセン Dave Hansen                                                  |      |
| 2013   | McCanick                                                       | Floyd Intrator                                                                |      |
| 2013   | Jake Squared                                                   | Actor Jake                                                                    |      |
| 2015   | ザ・ボーイ 鹿になった少年 The Boy                              | Brandon                                                                       |      |
| 2016   | Wild Man                                                       | Brock                                                                         |      |
| 2017   | The Case for Christ                                            | Lee Strobel                                                                   |      |
| 2017   | バトル・オブ・ザ・セクシーズ Battle of the Sexes               | ナイトクラブのダンサー Nightclub Dancer                                       |      |
| 2019   | 密かな企み Secret Obsession                                    | ラッセル・ウィリアムズ / ライアン・ギャリティ Russell Williams / Ryan Gaerity |      |
| 2020   | ファンタジー・アイランド Fantasy Island                        | サリヴァン中尉 Lieutenant Sullivan                                            |      |

### TVドラマとTVシリーズ
| 放映年    | 題名 原題                                         | 役名 原表記                                        | 備考                                |
| --------- | ------------------------------------------------- | -------------------------------------------------- | ----------------------------------- |
| 2001-2004 | Grounded for Life                                 | Dean Piramatti                                     | 15 Episodes                         |
| 2003      | 嵐が丘 Wuthering Heights                          | ヒース Heath                                       | TV映画                              |
| 2008      | クリミナル・マインド FBI行動分析課 Criminal Minds | ブリーフィングの警官 Police Officer at Briefing    | 第4シーズン第11話「ありふれた狂気」 |
| 2010      | マイアミ・メディカル Miami Medical                | クリス・デリオ医師 Dr. Chris Deleo                 | メイン・キャスト 計13話出演         |
| 2011-2012 | PAN AM/パンナム Pan Am                            | ディーン・ロウリー Dean Lowrey                     | メイン・キャスト 計14話出演         |
| 2012      | Living Loaded                                     | Dan                                                | TV映画                              |
| 2013      | ベイツ・モーテル Bates Motel                      | ザック・シェルビー代理 Deputy Zack Shelby          | 計7話出演                           |
| 2013-2015 | アンダー・ザ・ドーム Under the Dome               | デイル・“バービー”・バーバラ Dale 'Barbie' Barbara | メイン・キャスト 計39話出演         |
| 2014      | イン・マイ・ドリーム In My Dreams                 | ニック・スミス Nick Smith                          | TV映画                              |
| 2015      | CHILDHOOD'S END -幼年期の終り- Childhood's End    | リッキー・ストームグレン Ricky Stormgren           | メイン・キャスト 計3話出演          |
| 2017-2018 | ザ・ブレイブ:エリート特殊部隊 The Brave           | アダム・“トップ”・ダルトン Adam "Top" Dalton       | メイン・キャスト 計13話出演         |
| 2021      | Sex/Life                                          | Cooper Connelly                                    | メイン・キャスト                    |

## 受賞とノミネーション

### 受賞
- 2006: 8th Annual Young Hollywood Awards | Best Exciting New Face Award for Poseidon
- 2011: Southeastern Film Critics Association Awards | Southeastern Film Critics Association Award for The Help
- 2011: Satellite Awards | Special Achievement Award for The Help
- 2011: National Board of Review | National Board of Review Award for The Help
- 2011: Black Film Critics Circle Awards | Black Film Critics Circle Award for The Help
- 2012: Gold Derby Awards | Gold Derby Award for The Help
- 2012: Nevada Film Critics Society | Nevada Film Critics Society Award for The Help
- 2012: Screen Actors Guild Awards | Actor Award for The Help
- 2013: Big Apple Film Festival | NY Emerging Talent Award for Jake Squared

### ノミネーション
- 2012: Central Ohio Film Critics Association | Central Ohio Film Critics Association Award for The Help
- 2014: Teen Choice Awards | Choice Summer TV Star: Male for Under The Dome
- 2015: Teen Choice Awards | Choice Summer TV Star: Male for Under The Dome

## 参照
1. ↑  “Mike Vogel”. 2011年9月8日閲覧。
2. ↑  “Pronunciation of Vogel”. 2009年4月15日閲覧。
3. 1 2  http://warminster.patch.com/groups/arts-and-entertainment/p/warminster-parents-watch-sons-star-shine-under-the-dome
4. ↑  “Mike Vogel”. 2011年9月8日閲覧。
5. 1 2  http://www.starpulse.com/Actors/Vogel,_Mike/Biography/
6. ↑  https://www.imdb.com/name/nm1036181/bio/?ref_=nm_ov_bio_sm
7. ↑  “TV's 100 Sexiest Men of 2011”.  BuddyTV. 2012年1月13日閲覧。
8. ↑  “The Boy”.  Bloody Disgusting. 2012年1月13日閲覧。
9. ↑  Andreeva, Nellie (2017年2月15日). “Mike Vogel To Topline 'For God And Country' NBC Military Drama Pilot”.  Deadline.com. 2017年2月15日閲覧。
10. ↑  “Trivia (13)”. 2016年4月22日閲覧。
11. ↑  http://articles.philly.com/2014-07-02/entertainment/51005784_1_bates-motel-neal-baer-dome
12. ↑  http://blog.zap2it.com/frominsidethebox/2013/08/m-under-the-domes-mike-vogel-actors-are-the-dumbest-group-of-individuals-essentially-out-there.html%5B%5D